# Fosse Calypso
Pour les articles homonymes, voir Calypso (homonymie).
 (juillet 2019).
Si vous disposez d'ouvrages ou d'articles de référence ou si vous connaissez des sites web de qualité traitant du thème abordé ici, merci de compléter l'article en donnant les références utiles à sa vérifiabilité et en les liant à la section « Notes et références ».
La fosse Calypso est la plus profonde des fosses océaniques de la mer Méditerranée, atteignant 5 267 m. Elle se situe au sud-ouest de la Grèce.

## Géographie
Elle se trouve à l'ouest de la Grèce, dans le Sud-Est de la mer Ionienne, au sud-ouest de la péninsule du Péloponnèse, à environ 58 km à l'ouest-sud-ouest de la ville côtière de Methóni.
Cette fosse abyssale est d'une profondeur bathymétrique maximale de 5 267 m. Elle est peu étudiée scientifiquement.

## Géologie

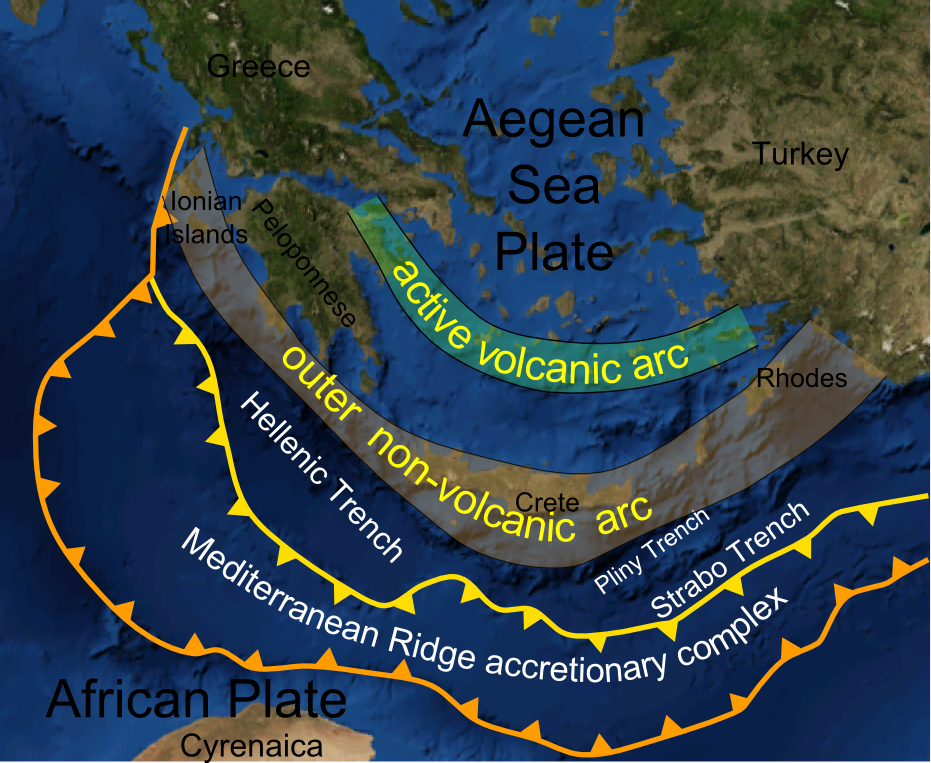
Vue satellite commentée montrant la fosse hellénique dont la fosse Calypso constitue la partie occidentale.

La fosse hellénique (en) est formée par la subduction de la plaque tectonique africaine sous la plaque eurasienne. Elle dessine un arc de cercle allant du golfe de Corinthe à l'ouest à l'île de Rhodes à l'est, séparant la mer Egée et ses îles volcaniques (arc égéen) au nord du reste de la Méditerranée orientale au sud. La fosse Calypso constitue la partie occidentale, qui est la plus profonde, de la fosse hellénique.